# DJ Rashad

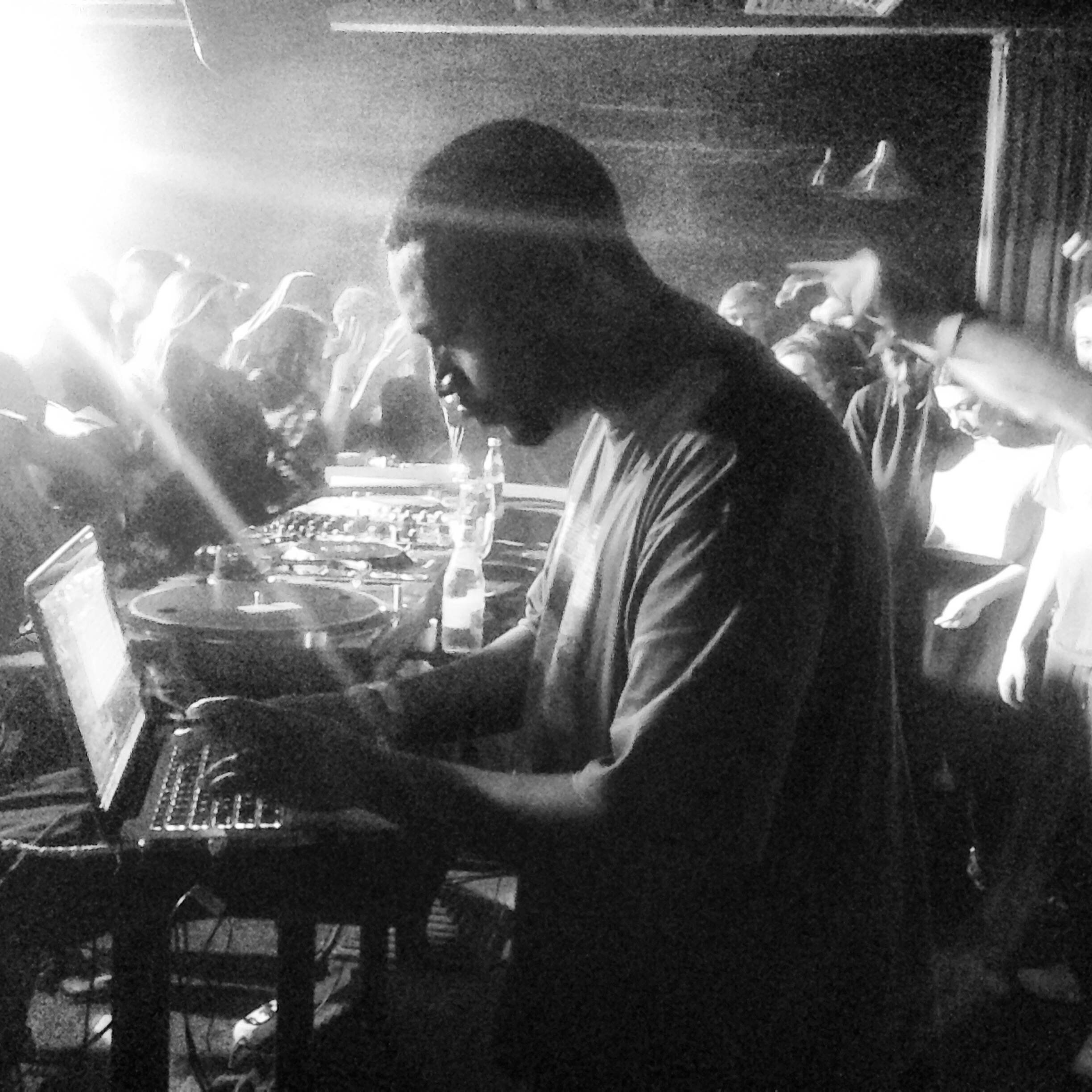
DJ Rashad bei einem Auftritt in Moskau (2013)

DJ Rashad (bürgerlich Rashad Hanif Harden; * 9. Oktober 1979 in Hammond, Indiana; † 26. April 2014 in Chicago, Illinois)  war ein US-amerikanischer DJ, Musiker und Musikproduzent, der als wichtiger Vertreter des Chicagoer „Footwork“-Stils galt.

## Leben
Der in Indiana geborene Rashad wuchs in Calumet City auf. Bereits als Kind war er ein begeisterter Tänzer. Bald darauf begann er auch mit dem DJing und hatte um das Jahr 1992 seine ersten Auftritte. 1996 lernte er in der Thornwood High School seinen langjährigen Weggefährten DJ Spinn kennen. Beide entwickelten bald eine Vorliebe für den Ghetto-House-Stil.
1998 erschien mit Child Abuse einer seiner Tracks auf einer Vinylsingle bei Dance Mania unter dem Namen DJ Thadz. Ab 2004 erschienen seine Produktionen auf dem Label Juke Trax. International bekannt wurde er ab dem Jahr 2010, nachdem Mike Paradinas (µ-ziq) zwei von Rashads Stücken für die Compilation Bangs & Works Vol. 1 lizenziert und auf seinem Label Planet Mu veröffentlicht hatte. Es folgen zahlreiche Auftritte im Vereinigten Königreich und weiteren Ländern sowie erste Veröffentlichungen auf britischen Labels wie Honest Jon’s Records. Über einen Kontakt zu Kode9 kam es zur ersten Veröffentlichung auf dem Label Hyperdub, mit dem Rashad und seine Teklife-Crew auch in den kommenden Jahren eng zusammenarbeiteten. 2013 erschien auf Hyperdub das vielgelobte Album Double Cup.
Kurz vor Veröffentlichung der neuen Single We On 1 starb Rashad in seiner Chicagoer Wohnung, vermutlich an den Folgen einer Drogenüberdosis. Er hinterließ seinen neun Jahre alten Sohn.

## Diskografie (Auswahl)

### Alben
- 2006: Juke Trax Online Vol. 3 (Juke Trax Online)
- 2008: Something 2 Dance 2 (Juke Trax Online)
- 2011: Just A Taste Vol. One (Ghettophiles)
- 2012: Teklife Volume 1 – Welcome To The Chi (Lit City Trax)
- 2013: Double Cup (Hyperdub)

### EPs und Singles
- 2004: Girl Bust Down (mit DJ Spinn; Juke Trax)
- 2004: The White Tees EP (mit DJ TY; Juke Trax)
- 2007: Jukestacy (Juke Trax Online)
- 2007: Send It Up (Juke Trax Online)
- 2007: Get It Shorty (Juke Trax Online)
- 2008: We Break It Down (mit DJ Chi Boogie; Juke Trax Online)
- 2008: You Know What It Is (Juke Trax Online)
- 2008: Juke Trax Online Vol. 13 (Juke Trax Online)
- 2008: Imma Do Me (Juke Trax Online)
- 2008: Freakin Me On The Flo (Juke Trax Online)
- 2008: Tek-9 (Databass Online)
- 2010: Grace  (Ghettophiles)
- 2010: 4 The Ghetto (mit DJ Spinn; Ghettophiles)
- 2010: Itz Not Rite (Planet Mu)
- 2011: Meet Tshetsha Boys (mit DJ Spinn und RP Boo; Honest Jon’s Records)
- 2013: I Don’t Give A Fuck (Hyperdub)
- 2013: Rollin (Hyperdub)
- 2014: We On 1 (Southern Belle Recordings)